# 210年代

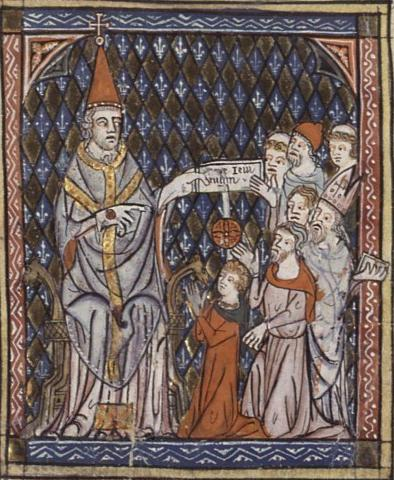
カリストゥス1世

210年代（にひゃくじゅうねんだい）は、西暦（ユリウス暦）210年から219年までの10年間を指す十年紀。

## できごと
- 後漢の丞相曹操が、魏公を経て魏王となる。
- 南アメリカでマヤ文明が花開く。

### 212年
- カラカラ帝がローマ帝国の全自由民にローマ市民権を与える。

### 217年
- 12月20日 - ローマ教皇ゼフィリヌスが死去し、カリストゥス1世が後を継ぐ。